# カウザイの戦い
カウザイの戦い（英語: Battle of Cầu Giấy）は、1883年5月19日に起こったトンキン遠征中のフランス（当時第3共和政）軍と劉永福率いる黒旗軍の間の戦いである。カウザイは漢字では「紙橋」と記し、フランス人はハノイを「紙の橋」を意味する「ポン・ド・パピエ（Pont de Papier）」として認知していたため「ポン・ド・パピエの戦い（Bataille de Pont de Papier）」とも表記される。カピテン・ド・ヴェソー（capitaine de vaisseau）のアンリ・リヴィエール指揮下のフランス小軍は、ハノイの西方3～4キロメートルのところにあるカウザイ村の近くにある黒旗軍の強固な防御陣地を攻撃した。その後フランス軍は最終的に両翼を包囲され、なんとかハノイまで後退することができた。リヴィエールをはじめとする数人の将校がこの作戦で戦死した。

## 前史

### フランス共和国の南ベトナム進出

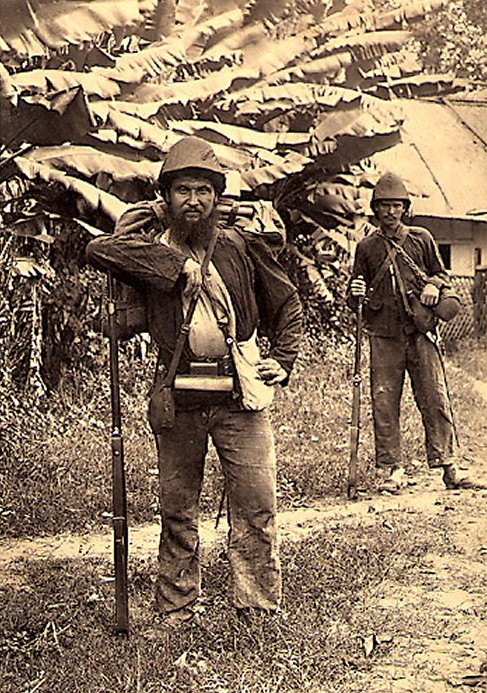
フランス海軍の歩兵、1884年のトンキンにて

フランスの北ベトナムへの関心は1860年代に遡り、フランスはベトナム（当時大南が統治）南部の諸省を併合してコーチシナ植民地とし、後のフランス領インドシナの礎を築いたのである。フランス人の探検家たちは紅河を辿ってベトナム北部から雲南省に源を発し、中国沿岸部の条約港を迂回して中国との有益な陸上貿易路を確立することを望んだのである。この野望の実現の主な障害となったのが強力な指導者である劉永福の下に組織された黒旗軍であり、ソンタイと雲南省国境の町ラオカイ間の紅河での貿易に法外な税金を課していたのである。
フランスのベトナム北部への介入の引き金となったのは、1881年末にフランス商人の活動に対するベトナム人の不満を調査するために、少数のフランス軍を率いてハノイに派遣されたアンリ・リヴィエール司令官であった。1882年4月25日、リヴィエールは上官の指示に背き、ハノイの城塞を襲撃した。その後、リヴィエールはハノイの城塞をベトナム側に返還したが、武力行使は大南・清双方で警戒されるようになった。
組織のぐらついた自国の軍でリヴィエールに対峙できなかった大南政府は、劉永福の助けを借りた。劉永福による熟練の黒旗軍は、フランスにとって悩みの種となった。黒旗軍はすでに1873年にフランシス・ガルニエ中尉が指揮するフランス軍に屈辱的な敗北を与えていた。1882年のリヴィエールと同様、指示を無視してベトナム北部に軍事介入しようとしたガルニエに耐えかねた大南政府から劉永福は乞われてハノイの城壁の下でガルニエの小フランス軍を破り、フランスのベトナムに対する一連の勝利の歴史に終止符をつけた。この戦いでガルニエは戦死し、フランス政府は後に彼の遠征を否定した。
大南は、中国の支援も求めた。ベトナムは長い間、中国の属国であった。中国は黒旗を武装させて支援し、トンキンでのフランスの作戦に秘密裏に反対することに同意した。清朝はまた、中国がトンキンをフランスの支配下に置くことを許さないという強いシグナルをフランスに送った。1882年夏、中国雲南軍と広西軍（Guangxi Army）の部隊が国境を越えてトンキンに入り、ランソン、バクニン、ホンホアなどの町を占拠した。フランスの駐中国公使フレデリック・ブーレ（Frédéric Bourée）は、中国との戦争を警戒し、1882年11月から12月にかけて、李鴻章と交渉し、トンキンをフランスと中国の勢力圏に分割することを取り決めた。しかしこの交渉でベトナム人はどちらの当事者から相談を受けることもなかった。

### ナムディン占領と前日譚

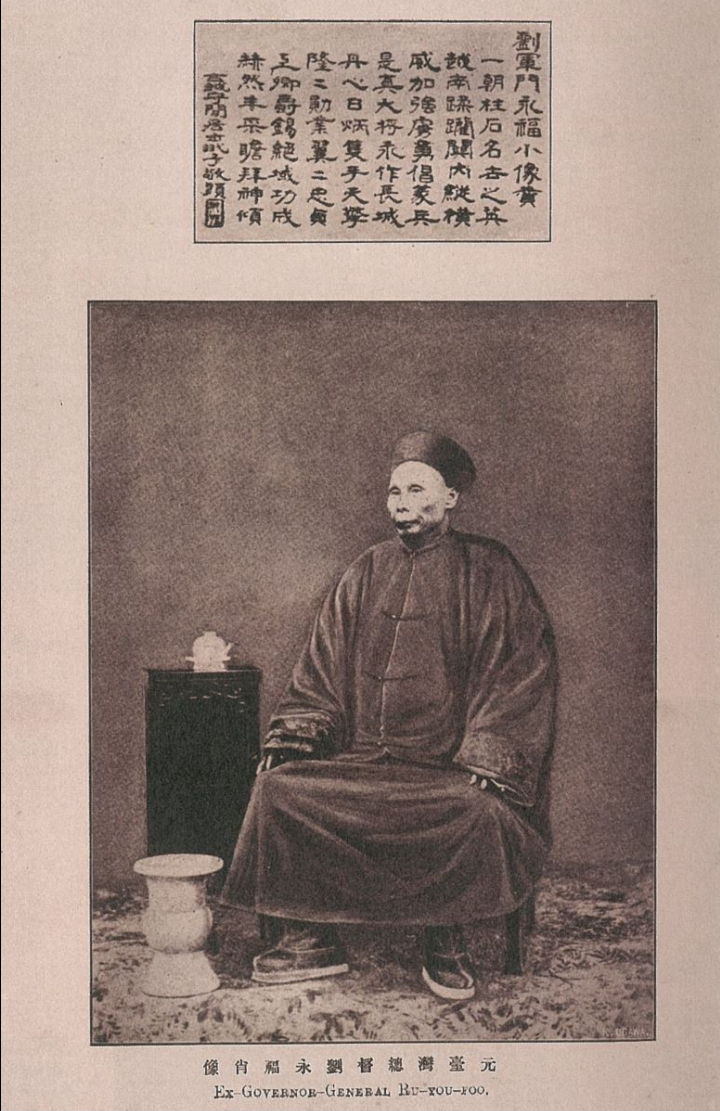
劉永福（1837年 - 1917年）

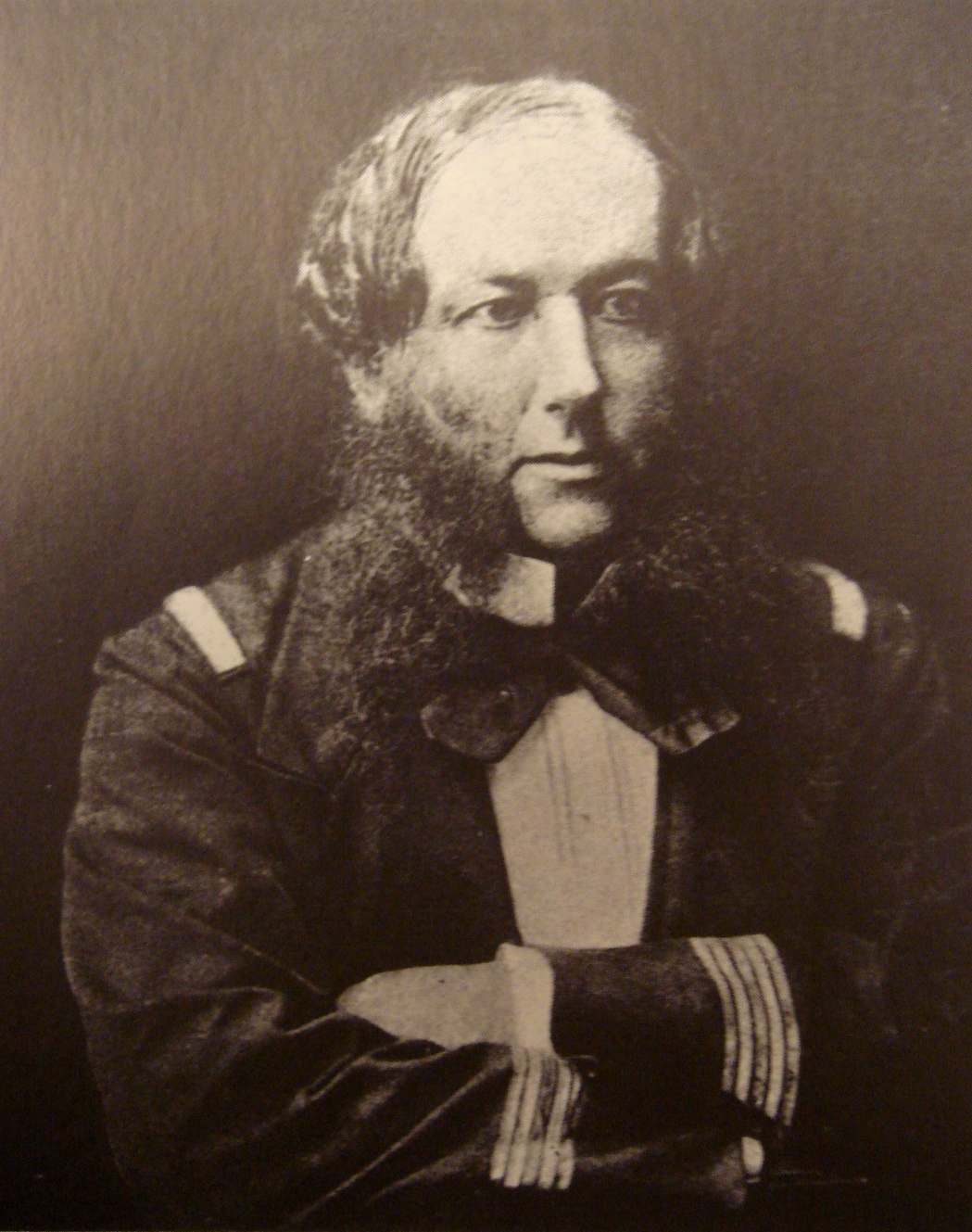
アンリ・リヴィエール（1827年 - 1883年）

リヴィエールは、公使フレデリック・ブーレとの取引に嫌気がさし、1883年初め、押し切って事を進めることにした。リヴィエールのもとには少し前に本国フランスから海兵隊歩兵大隊を派遣されていたため、ハノイから先に進出するのに十分な人数を確保することができた。1883年3月27日に、ハノイから海岸までの連絡路を確保するため、リヴィエールは個人的に指揮する520人のフランス兵とともにナムディンの城塞を占領した。リヴィエールがナムディンにいる間、黒旗軍と大南軍はハノイを攻撃したが、3月28日のGia Cucの戦い（Battle of Gia Cuc、Trận Gia Quất – Gia Lâm）でシェフ・ド・バタイヨン（chef de bataillon）だったベルト・ド・ヴィレール（Berthe de Villers）がこれを撃退した。リヴィエールは歓喜して「これでトンキン問題を進展させることができる！」といった。
1882年に大南に派遣されトンキンにおけるフランスの侵攻に対する大南政府の抵抗力を調査していた清の文官、唐景崧は1883年4月、劉永福と黃佐炎の喧嘩を和解させ、劉に黒旗軍で本格的に戦場に立つように説得した。劉は、黒旗軍をフランス軍に投入することを決定したが、これが大きな影響を与え、やがて清仏戦争（1884年8月～1885年4月）に至る一連の出来事を引き起こすことになった。
戦闘は1883年5月10日に劉永福がハノイで打って出て黒旗軍を野戦で迎え撃てとのプラカードを掲示したことに端を発した。リヴィエールは、フランスの威信にかけてこの挑戦に応えなければならないと思い、5月19日の明け方に約450人のフランス人兵士と船員からなる縦隊を率いて、ハノイの西数マイルにあるフー・ホアイ（Phu Hoai）の陣地にいる黒旗軍を攻撃した。隊列は、海兵隊2個中隊、フランス軍艦ヴィクトリューズ（Victorieuse）とヴィラール（Villars）の上陸部隊、そして3台の大砲から構成されていた。フランス軍の計画は劉永福のスパイによって察知され、黒旗軍はカウザイの村の近くにあるポン・ド・パピエ（Pont de Papier）でフランス軍の縦隊を待ち伏せした。ポン・ド・パピエはフランス語で「紙の橋」の意味で、近くの製紙工場からその名がついた、小さな川にかかる橋である。黒旗隊は、この橋のすぐ西にあるTrung Thong村、Ha Yen Ke村、Thien Thong村に展開した。濃い竹林と森に囲まれていたこの3つの村は、黒旗軍にとってはよい隠れ場所となり、劉永福はフランス軍に監視されることなく兵を操ることができた。

## 戦闘
夜明けにハノイを出発したフランス軍の縦隊は、午前7時30分ごろにポン・ド・パピエに到着した。リヴィエールは体調がよろしくなく、縦隊は、わずか7週間前のGia Cucの戦いでベトナム軍に見事な勝利を収めたシェフ・ド・バタイヨン（chef de bataillon）の、ベルト・ド・ヴィレール（Berthe de Villers）の直接指揮下におかれた。橋（ポン・ド・パピエ）を渡っているとき、フランス軍の前衛が黒旗軍から砲撃を受けた。ヴィレールは直ちに隊列を整え黒旗軍に対して前進し、Ha Yen KeとThien Thongの2村から黒旗軍を一掃した。劉永福は予備兵を投入し、フランス軍の目が完全に前線へ向くのを待って、右翼に突然反撃を開始した。黒旗軍の連隊はライフルを構えて素早く斜面に駆けていき前線へ展開し、膝をついて至近距離から正確無比な連射を行った。ベルト・ド・ヴィレールはこの戦闘で瀕死の重傷を負い、リヴィエールはフランス軍部隊の直接の指揮権を引き継いだ。リヴィエールは包囲されるのを避けるため、部下に退却を命じ、ポン・ド・パピエの向こう側で再集結させた。フランス軍の退却は、初めは小部隊単位で首尾よく行われ、フランス軍の3門の大砲の援護射撃を受けた。しかし、この大砲のうち1門が砲撃の反動によってひっくり返ったため、リヴィエールや将校たちは砲手を助けるために駆け出し、黒旗隊はここに一斉射撃を行った（ページトップの画像参照）。この砲撃でフランス軍将校1名が死亡し、リヴィエールをはじめ数名の側近が負傷した。フランス軍の戦列が混乱しているのを見て、黒旗隊は突進し、フランス軍の後衛を追い返しリヴィエールは戦死した。ピセール（Pissère）が戦意喪失したフランス軍部隊の指揮を執り、フランス軍歩兵を紙橋の東側の堤防の背後に配備し、黒旗軍がポン・ド・パピエを渡って勝利の後を追おうとする幾度もの試みを撃退し、大惨事を回避した。戦いはやがて収まり、ピセールは敗走するフランス軍を指揮しうまくハノイに帰還させた。

## 犠牲・被害

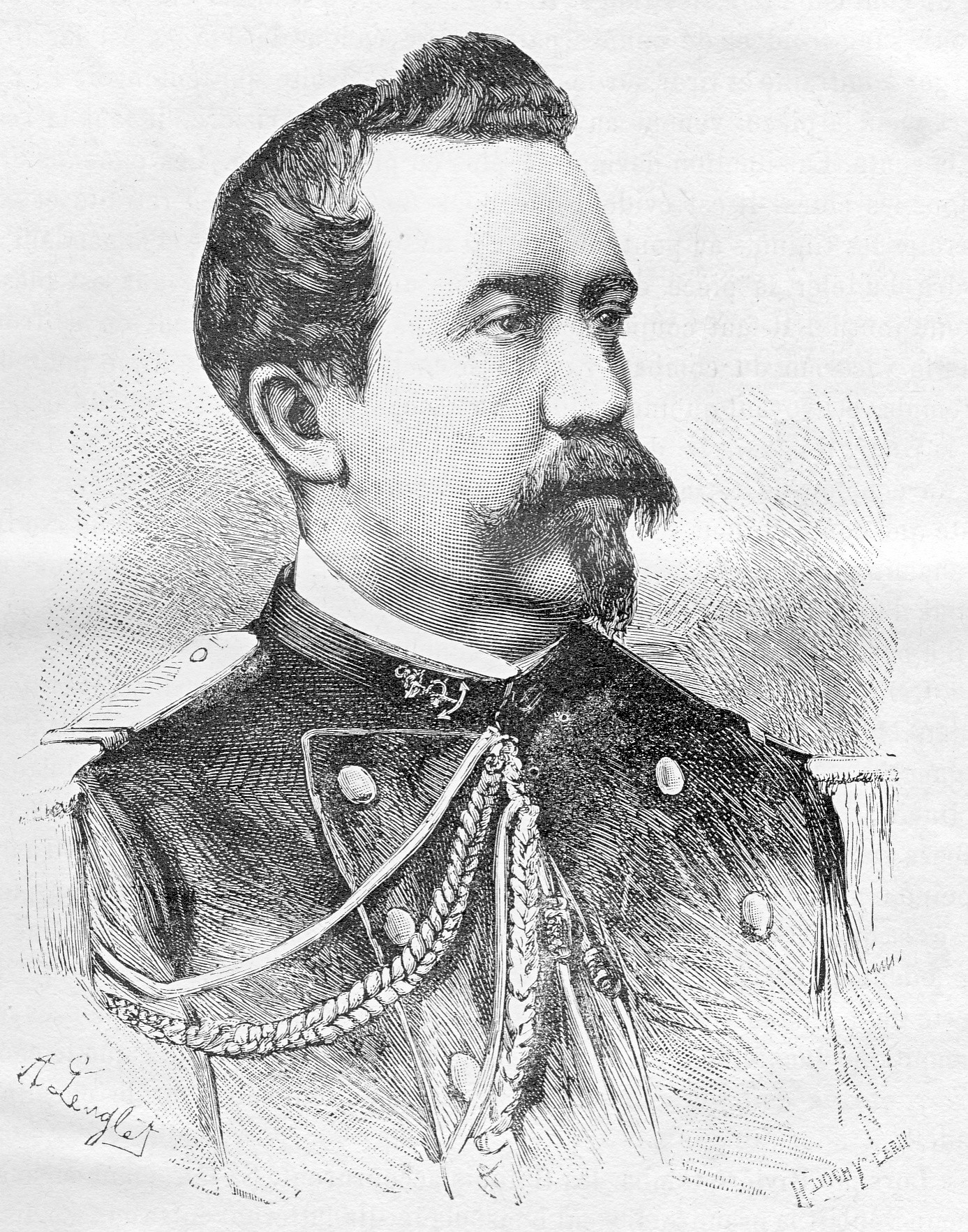
シェフ・ド・バタイヨン（Chef de bataillon）だったベルト・ド・ヴィレール（1844年 - 1883年）。この戦いで戦死した。

この戦いでフランス側では5人の将校と30人の兵士が死亡・6人の将校と46人の兵士が負傷した。リヴィエールほか、ベルト・ド・ヴィレール、ジャックン（Jacquin）、エラル・ド・ブリシス（Héral de Brisis）、ムールン（Moulun）が死亡した。黒旗軍の死傷者は約1500人中、死者約50人、負傷者56人で、その中には大隊長の楊著恩と吳鳳典の2人が含まれていた。

## 意義・評価

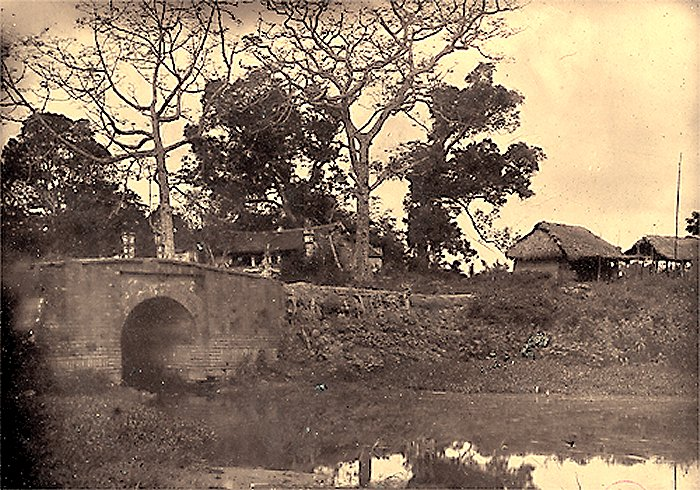
ポン・ド・パピエ

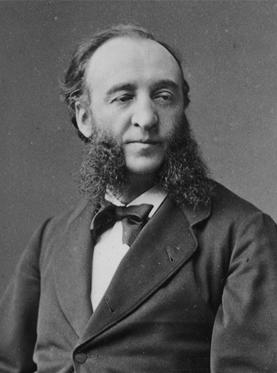
ジュール・フェリー（1832年 - 1893年）。第3共和政の下で首相を2回務め、植民地拡大を積極的に支持。チュニジアの保護国化も行った。

この戦いはフランスにとって重大な敗北であったが、最終的な結果としては、トンキンにフランス保護領を定着させるというジュール・フェリー政権の決意を固めることとなった。リヴィエールの敗死の報がパリに届いたのは戦闘から1週間後の5月26日のことで、フランス海軍大臣のペイロン（Peyron）提督は「フランスは誉れ高き子供たちの仇を討つ！」と宣言した。代議院は直ちに、トンキンへの強力な遠征部隊派遣のための資金とするための350万フランの信用供与を決議した。
しかし後年になるとこの見方への反動が出た。ポン・ド・パピエでのリヴィエールの戦術を疑問視しリヴィエールは性急すぎたから負けたのだとの指摘をする批評家があらわれるようになった。特に、リヴィエールが安易に戦闘を受け入れたこと、砲を前方に配置しすぎて奪われたことが咎められた。1930年代、フランスのインドシナ半島征服の歴史家アルフレッド・トマジ（Alfred Thomazi）大佐は、このような批判にこう反論している。
もしリヴィエールがもっと思慮深く、ベルト・ド・ヴィレールが負傷した時点でポン・ド・パピエを渡り、すぐに隊列を撤収していれば、こちらの損失はもっと少なく、戦いは膠着していただろう。しかし、彼はハノイを離れて、包囲している敵に大きな打撃を与えるために進軍したのだ。最初の接触で後退することは、面目を失い、黒旗軍の大胆さを助長し、わずかな成功でも防ぐことのできる攻撃に町をさらすことになる。先だっての小競り合いの結果を見れば、そのような成功は確実と思われた。そして、私たちはもう奇跡には慣れていたのではないだろうか。トンキンでは、以前コーシチナでそうだったように、勝利は大胆さに伴う不変の報酬のように思われた。アンリ・リヴィエールは、自分をロマンチストではないと考えていたパリジャンで、活動家でもあった作家だったが、不可能なことはないと信じたために、フランシス・ガルニエのような英雄としてこの世を去った。—アルフレッド・トマジ（Alfred Thomazi）、Conquête